# Bździochowa Kopa
Bździochowa Kopa, Upłazowa Kopa (słow. Kopa brán, Kolová kopa, niem. Pfortenkuppe, węg. Kapu-bérc) – szczyt o wysokości 2022 lub 2025 m, znajdujący się w Bździochowej Grani w słowackiej części Tatr Wysokich. Od Świnki oddzielony jest szeroką Pośrednią Bździochową Bramą, a od Żółtej Czuby węższą przełęczą zwaną Niżnią Bździochową Bramą.
Stoki południowo-zachodnie opadają z wierzchołka Bździochowej Kopy w kierunku dolnej części Doliny Czarnej Jaworowej. Są raczej niezbyt strome, choć znajdują się w nich także grupy urwistych skał. W górnych partiach zbocza położone są turnie nazywane Bździochowymi (Upłazowymi) Mnichami, poniżej nich stoki są w dużej mierze porośnięte kosodrzewiną. Na północ z Bździochowej Kopy do Doliny Kołowej skierowany jest filar o wysokości ponad 400 m, stanowiący granicę pomiędzy dwoma ścianami: północno-zachodnią i północno-wschodnią. Ściana północno-zachodnia osiąga wysokość do 300 m ponad żlebem zbiegającym do Doliny Kołowej z Niżniej Bździochowej Bramy. W jej prawej części wyróżnia się wybitną depresję. Ściana północno-wschodnia ma w najwyższym punkcie ok. 450 m wysokości i góruje ponad Kołowym Stawem. Oprócz granicznego filara biegnącego z wierzchołka masywu na północ znajdują się w niej dwa kolejne, przedzielone długim żlebem.
Wierzchołek Bździochowej Kopy jest wyłączony z ruchu turystycznego. Najdogodniejsze drogi dla taterników wiodą granią z obu sąsiednich przełęczy. Najtrudniejsze drogi w masywie biegną ścianą północno-wschodnią.
Pierwsze wejścia turystyczne:
- Alfréd Grósz, Edwin Kehler i Oskar Knott, 7 lipca 1942 r. – letnie,
- Jozef Kováčik i Arno Puškáš, 14 lutego 1953 r. – zimowe.

Pierwsze wejścia na Bździochową Kopę miały miejsce prawdopodobnie już w XIX w. Ich celem były prace kartograficzne, które w tym czasie prowadzono na niemalże całym terenie Tatr.
Polska nazwa Bździochowej Kopy pochodzi od Bździochowej Grani. To określenie z kolei pochodzi od góralskiego przezwiska lub nazwiska Bździoch – prawdopodobnie pasterza bądź koziarza. Nazwa słowacka (Kopa brán) pochodzi od pobliskich przełęczy i w przełożeniu na polski znaczy „Kopa Bram”. Węgierska nazwa jest kalką słowackiej. Wersja Upłazowa Kopa jest używana przez autorów atlasu satelitarnego Tatr – powstała jako konsekwencja przemianowania całej Bździochowej Grani na Upłazową Grań.